# Nosawa Rongai
 (mai 2022).
Kazushige Nosawa (野沢一茂, Nosawa Kazushige), né le 17 décembre 1976 à Ichikawa, est un catcheur japonais, connu pour ses matchs à la Big Japan Pro Wrestling et la Dramatic Dream Team.

## All Japan Pro Wrestling
Le 27 août 2017, Nosawa en tant que Black Tiger VII fait équipe avec Taka Michinoku et ensemble ils battent Atsushi Aoki et Hikaru Sato et remportent les AJPW All Asia Tag Team Championship.

## Asistencia Asesoría y Administración
Lors de TripleMania XVIII, il perd contre Jack Evans dans un Fatal-Four Way Elimination Match qui comprenaient également Extreme Tiger et Christopher Daniels et ne remporte pas le AAA World Cruiserweight Championship.

## New Japan Pro Wrestling
À la fin de 2010, il retourne à la New Japan  et commence à faire équipe avec Satoshi Kojima, Taichi et Taka Michinoku pour former Kojima-gun au début de 2011. Le 30 janvier 2011, lui et Taichi perdent contre Apollo 55 (Prince Devitt et Ryusuke Taguchi) et ne remportent pas les IWGP Junior Heavyweight Tag Team Championship.

## Wrestle-1
Le 15 février 2014, il est un des participants de la bataille royale pour désigner le challenger pour le championnat de la division X de la Total Nonstop Action Wrestling (TNA) qui voit la victoire de Seiya Sanada.
Le 3 novembre, lui, Koji Doi et Kazma Sakamoto battent Jackets (Jiro Kuroshio, Seiki Yoshioka et Yasufumi Nakanoue) et remportent les UWA World Trios Championship. Le 27 novembre, ils perdent les titres contres Jackets.
Le 9 décembre 2016, lui, Jun Kasai et Shūji Kondō battent Andy Wu, Daiki Inaba et Seiki Yoshioka et remportent les UWA World Trios Championship.
Le 18 juin, lui, Manabu Soya et Ganseki Tanaka battent Jiro Kuroshio, Kumagoro et Jay Freddie et remportent les UWA World Trios Championship.

### Pro Wrestling Noah

#### Los Perros del Mal de Japon (2021-...)
Le mois suivant, le catcheur de la Dragon Gate, Eita qui avait déjà travaillé dans des fédérations de catch mexicaine et avait rencontré Rongai en 2017, s'est révélée être le nouveau membre du groupe.
Lors de Muta The World, le groupe révèle prendre le nom de Los Perros del Mal de Japón, en hommage au clan mexicain Los Perros Del Mal après une victoire de Eita, Rongai et Yo-Hey contre Stinger (Yoshinari Ogawa, Seiki Yoshioka et Yuya Susumu). Une Bagarre commence ensuite entre les deux clans avec Suzuki et Ikuto Hidaka venant les aider, surpassant en nombre et prenant le dessus sur Stinger. Rongai révèle plus tard que les parents de Perro Aguayo Jr., les fondateurs du clan Los Perros del Mal lui avaient accordé la permission d'utiliser le nom du groupe,.
Lors de Grand Square 2021 In Osaka, lui et Eita battent Atsushi Kotoge et Hajime Ohara et remportent les GHC Junior Heavyweight Tag Team Championship. Lors de The Best 2021, ils perdent les titres contre Stinger (HAYATA et Yoshinari Ogawa).
Au cours du mois d'avril, un trio de Metal Warriors apparait à la Dragon Gate, kidnappant Minorita du clan Gold Class, menant à un match entre Minorita et l'un des trois Metal Warriors. Le 25 avril, l'un des trois Metal Warriors affronte et bat Minorita. Après le match, le trio s'est révélé être Eita, Rongai et Suzuki, qui défient Gold Class (Naruki Doi, Kaito Ishida et Kota Minoura) pour les Open the Triangle Gate Championship,. Lors de Dead or Alive 2022, lui, Eita et Kotarō Suzuki battent Gold Class (Naruki Doi, Kaito Ishida et Kota Minoura) et remportent les Open the Triangle Gate Championship,.

## Palmarès
- All Japan Pro Wrestling
  - 2 fois AJPW All Asia Tag Team Championship avec Minoru Suzuki (1) et Taka Michinoku (1)
  - AJPW Junior Tag League (2006) avec MAZADA

- Apache Army
  - 1 fois WEW World Tag Team Championship avec MAZADA

- Chō Sentō Puroresu FMW
  - 1 fois FMW World Street Fight 8-Man Tag Team Championship avec Black Tiger V, Great Tiger et Tiger Mask III Tigre en Mascarado (actuel)[22]

- Consejo Mundial de Lucha Libre
  - 1 fois CMLL Japan Tag Team Championship avec Sasuke the Great
  - 2 fois CMLL World Welterweight Championship

- Dramatic Dream Team
  - 1 fois DDT Extreme Division Championship
  - 1 fois KO-D Openweight Championship
  - 1 fois KO-D Tag Team Championship avec Takashi Sasaki
  - 2 fois UWA World Trios Championship avec FUJITA et MAZADA

- Dragon Gate
  - 2 fois Open the Triangle Gate Championship avec Eita et Kotarō Suzuki

- El Dorado Wrestling
  - 1 fois UWA World Tag Team Championship avec MAZADA

- International Wrestling Revolution Group
  - 1 fois IWRG Intercontinental Tag Team Championship avec Masada
  - 1 fois IWRG Intercontinental Trios Championship avec Masada et Takemura
  - Copa Higher Power (2004) avec Masada, GARUDA et Black Tiger III

- Juggalo Championship Wrestling
  - 1 fois JCW Heavyweight Championship

- Mobius
  - 2 fois Apex of Triangle Six–Man Tag Team Championship avec MAZADA et TAKEMURA (1), Daisuke Sekimoto et Tetsuhiro Kuroda (1)

- New Japan Pro Wrestling
  - Road to the Super Jr.2Days Tournament (2012)[23]

- Pro Wrestling NOAH
  - 1 fois GHC Junior Heavyweight Tag Team Championship avec Eita

- Tokyo Gurentai
  - 1 fois Tokyo World Heavyweight Championship
  - 1 fois Tokyo World Tag Team Championship avec MAZADA[24]

- Wrestle-1
  - 3 fois UWA World Trios Championship avec Koji Doi et Kazma Sakamoto (1)[25], Jun Kasai et Shūji Kondō (1), Ganseki Tanaka et Manabu Soya (1)

- Xtreme Latin American Wrestling
  - 1 fois X-LAW International Championship